# Sibelius (programari)

Un exemple d'un partitura creada ami Sibelius.

Sibelius és un programa de composició desenvolupat i publicat per Sibelius Software Limited (ara forma part d'Avid Technology). És el programa de notació musical més venut del món. Més enllà de crear, editar i imprimir partitures, Sibelius també pot reproduir la música mitjançant sons sintetitzats o mostrejats. Produeix partitures impreses i també les pot publicar a través d'Internet perquè tinguin accés. S’han llançat versions menys avançades de Sibelius a preus més baixos, així com diversos complements per al programari.
El nom del compositor finlandès Jean Sibelius va ser fundada l'abril de 1993 pels germans bessons Ben i Jonathan Finn per comercialitzar el programa de notació musical homònim que havien creat. Va continuar desenvolupant i distribuint diversos altres productes de programari musical, especialment per a l'educació. A més de la seva seu central a Cambridge i posteriorment a Londres, Sibelius Software va obrir oficines als EUA, Austràlia i Japó, amb distribuïdors i distribuïdors a molts altres països del món. La companyia va guanyar nombrosos premis, inclòs el premi Queen's a la innovació el 2005.
L'agost del 2006, Avid va adquirir la companyia per formar part de la seva divisió Digidesign, que també fabrica l'estació de treball d'àudio digital Pro Tools. El juliol de 2012, Avid va anunciar plans per desinvertir els seus negocis de consum, va tancar l'oficina de Sibelius a Londres i va retirar l'equip de desenvolupament original, malgrat les extenses protestes a Facebook i en altres llocs. Avid va reclutar posteriorment alguns programadors nous per continuar el desenvolupament de Sibelius.

## Història

### Orígens
Sibelius va ser desenvolupat originalment pels bessons britànics Jonathan i Ben Finn per a l'ordinador Acorn Archimedes amb el nom de "Sibelius 7", no com a número de versió, sinó que recorda la Simfonia núm. 7 de Sibelius. Els finlandesos van dir que no recordaven per què feien servir el nom de Jean Sibelius, però probablement va ser perquè ell també era "un finlandès" (és a dir, "Finn" en anglès), a més de ser un dels seus compositors preferits. El desenvolupament del llenguatge assemblador al sistema operatiu RISC va començar el 1986 després que deixessin l'escola i continuessin mentre eren a les universitats d'Oxford i Cambridge, respectivament. Tots dos eren estudiants de música i van dir que van escriure el programa perquè no els agradava el laboriós procés d'escriure música a mà.
El programa es va publicar a l'abril de 1993 en un disquet de 3,5 polzades. Necessitava menys d'1 MB de memòria (ja que els fitxers només ocupaven uns quants KB per pàgina de música), i la combinació del llenguatge d'ensamblatge i el processador ARM d'Arquimedes feia que funcionés molt ràpidament. Independentment de la durada de la puntuació, els canvis es van mostrar gairebé a l'instant. Una característica única de la interfície gràfica d'usuari de Sibelius en aquella època era la possibilitat que donava a l'usuari d'arrossegar tota la partitura amb el ratolí, oferint una mirada d'ocell de la partitura, a part d'haver d'utilitzar les tecles de fletxa del teclat d'entrada QWERTY, o equivalents, per desplaçar-se per la pàgina.
El primer usuari de Sibelius va ser el compositor i gravador Richard Emsley, que va proporcionar consells sobre el gravat musical abans de començar el desenvolupament i va provar el programa beta abans del seu llançament. La primera actuació del concert a partir d'una partitura de Sibelius va ser d'una obra orquestral de David Robert Coleman, copiada per Emsley. La primera partitura publicada amb Sibelius va ser Antara de George Benjamin, també copiada per Emsley i publicada per Faber Music. Altres primers adoptants van ser el compositor John Rutter, el director d'orquestra Michael Tilson Thomas i l'editor Music Sales.
Com a aplicació assassina per a la plataforma de nínxol Acorn, Sibelius va dominar ràpidament el mercat britànic. També es va vendre en un nombre menor en alguns altres països, restringit per la disponibilitat d'ordinadors Acorn. Posteriorment es van llançar versions "Lite", que van tenir èxit a les escoles britàniques, on es va utilitzar àmpliament Acorns.

### Expansió
El setembre de 1998 es va llançar la primera versió per a Windows com a "Sibelius", amb el número de versió restablert a 1.0. Al cap de pocs mesos es va llançar la versió 1.2 de Mac i, posteriorment, la companyia va utilitzar números de versió convencionals per a les dues plataformes en les actualitzacions posteriors. Les puntuacions creades en una plataforma es podrien obrir a l'altra i eren compatibles amb les versions anteriors. Per produir aquestes versions, el programari es va reescriure completament en C ++, tot conservant la major part de la funcionalitat i la interfície d'usuari de l'original amb nombroses millores. Els noms originals de "Sibelius 6" i "Sibelius 7" es van tornar a utilitzar posteriorment per designar les versions 6 i 7 de Sibelius per a Windows/Mac.
El llençament de Sibelius per a ordinadors més accesibles va portar-lo a un mercat mundial, especialment als Estats Units, on Sibelius Software havia obert una oficina a finals del 1996. Després del trencament d'Acorn Computers i poc després del llançament de Sibelius per a Windows, no es van desenvolupar més versions d'Acorn. Més tard, Sibelius Software va obrir una oficina a Austràlia, que també donava servei a Nova Zelanda, on Sibelius va ser àmpliament utilitzat.
L'agost del 2006, Sibelius Software Ltd va ser adquirida per Avid Technology, un fabricant nord-americà de programari i maquinari per a la producció d'àudio i vídeo. Avid va continuar publicant Sibelius com a producte de notació autònom, a més d'integrar-lo amb alguns dels seus productes de programari existents.
El juliol de 2012, Avid va anunciar els seus plans per desviar-se dels seus altres negocis de consum, va tancar l'oficina de Sibelius a Londres i va acomiadar l'equip de desenvolupament original, enmig d'una efusió de protesta dels usuaris, i després va reclutar un nou equip de programadors. continuar el desenvolupament de Sibelius a Montreal, Canadà i Kíev, Ucraïna.

### Usuaris
En el món professional, és utilitzat, entre d'altres, pels compositors/directors d'orquestra Alf Clausen, Steve Reich, Álvaro Belmar, Michael Tilson-Thomas, Jamie Cullum, Howard Goodall, Harry Gregson-Williams, John Rutter, Lalo Schifrin, Antonio Manuel Martínez Heredia i altres. Bärenreiter, Breitkopf & Härtel, Stainer & Bell, Hal Leonard Corporation i Music Sales utilitzen Sibelius per a realitzar les seves publicacions.

### Cronologia
- 1986: els fundadors Jonathan i Ben Finn comencen a dissenyar Sibelius 7 per a ordinadors Acorn.
- 1993: es va fundar Sibelius Software per vendre Sibelius 7 i programari / maquinari informàtic relacionat al Regne Unit. Entre els primers clients hi ha l'editorial més gran d'Europa Music Sales, el compositor coral John Rutter i la Royal Academy of Music. També es va llançar Sibelius 6 (versió educativa).
- 1994: Comença la distribució a Europa, Austràlia i Nova Zelanda. Llançament de Sibelius 7 Student (versió educativa).
- 1995: llançament de les versions alemanyes de Sibelius.
- 1996: obertura d'una oficina nord-americana a Califòrnia. Es va llançar Junior Sibelius (programa d'escola primària).
- 1998: llançament de Sibelius per a Windows a tot el món. L'empresa deixa de vendre maquinari per concentrar-se en el negoci bàsic de programari.
- 1999: llançament de Sibelius per a Mac, PhotoScore i Scorch. Sibelius forma una filial nord-americana, creant el grup Sibelius, que ara compta amb 25 empleats. Quester VCT inverteix.
- 2000: es va llançar Sibelius Internet Edition i es va adoptar per a la publicació per Internet per les principals editorials europees Music Sales i Boosey & Hawkes. Es van llançar SibeliusMusic.com i Sibelius Notes (inicialment anomenades Teaching Tools).
- 2001: Hal Leonard, l'editor de partitures més gran del món, també adopta Sibelius Internet Edition. El grup Sibelius arriba als 50 empleats.
- 2002: Sibelius és el primer programa musical important per a Mac OS X. Company adquireix la companyia de programari musical MIDIworks.
- 2003: els ingressos van superar el competidor MakeMusic Inc. un 20%, confirmant Sibelius com a líder del mercat mundial. Llançament de Starclass, Instruments, G7 i G7music.net. Sibelius Group comença a distribuir Musition i Auralia . Llançament de Sibelius en japonès, distribuït per Yamaha.
- 2004: Compass, Kontakt Gold, Sibelius Student Edition, Sibelius en francès i espanyol. L'empresa adquireix SequenceXtra. Programari Sibelius utilitzat en més del 50% de les escoles secundàries del Regne Unit.
- 2005: es crea la filial australiana després d'adquirir el distribuïdor australià. L'empresa arriba als 75 empleats. Guanya el prestigiós premi Queen's a la innovació. Estrena col·lecció de sons Rock & Pop. Comença a distribuir O-Generator.
- 2006: llançament de Groovy Music and Colored Keyboard. Programari Sibelius comprat per Avid Technology.
- 2007: obertura de l'oficina japonesa.
- 2012: Avid tanca l'oficina de Sibelius a Londres i acomiada l'equip de desenvolupament original, provocant la campanya “Save Sibelius”.
- 2014: Primer llançament d'una versió de Sibelius (7.5) per part del nou equip de desenvolupament.[14]
- 2018: Sibelius First (producte gratuït d'entrada), Sibelius (anteriorment Sibelius First) i Sibelius Ultimate (anteriorment Sibelius) llançats juntament amb un nou sistema de versions basat en l'any.

## Característiques

### Funcionalitat bàsica
La funció principal de Sibelius és ajudar a crear, editar i imprimir partitures musicals. Admet pràcticament totes les notacions musicals, cosa que permet gravar fins a la qualitat de publicació fins i tot les més complexes partitures modernes d'orquestra, cor, jazz, pop, folk, rock i cambra. A més, permet reproduir les partitures o convertir-les en fitxers MIDI o àudio, per exemple, per crear un CD. S'inclou un reproductor de mostra integrat i una àmplia gamma de sons mostrejats. Sibelius admet qualsevol dispositiu MIDI i permet que els connectors Virtual Studio Technology (VST) i Audio Units s’utilitzin com a instruments de reproducció, cosa que permet als usuaris accedir a biblioteques de mostra de tercers. La reproducció de partitures també es pot sincronitzar amb el vídeo o amb el programari DAW mitjançant l'estàndard ReWire.
Per defecte, Sibelius reprodueix un breu fragment d'una simfonia de Jean Sibelius mentre es llança, una característica que es pot desactivar a les preferències de l'aplicació si es desitja. Cada versió ha utilitzat un fragment diferent; per exemple Sibelius 7 utilitza adequadament el tema principal de la 7a simfonia de Sibelius.
A la versió 7.0, Avid va reconstruir Sibelius com una aplicació de 64 bits, substituint el sistema de navegació de menú de versions anteriors per una interfície Ribbon en el procés. Això va tenir una resistència considerable de l'usuari, no obstant això, la cinta continua sent integral a la GUI actual.

### Complements
Els complements per a Sibelius actualment o que ja estaven disponibles inclouen:
- Biblioteques de sons com Note Performer,[18] Vienna Symphonic Library,[19] Kontakt, Garritan,[20] i Mark of the Unicorn 's (MOTU) Symphonic Instrument,[21] que es poden afegir com a conjunts de so manual a la Opcions de dispositius de reproducció de la pestanya Sibelius Play.[22]
- Funcions de connectors addicionals.[23] Normalment són gratuïtes i sovint creades pels usuaris de Sibelius, el més prolífic dels quals ha estat Bob Zawalich.[24]
- L'aplicació de transcripció de Myriad en PDF a MusicXML PDFtoMusic.[25]
- El programa PhotoScore (escaneig) de Music OCR de Neuratron,[26] que es pot utilitzar per escanejar i crear una partitura de Sibelius a partir de música impresa i documents PDF. Una versió bàsica s’inclou amb Sibelius.
- AudioScore de Neuratron,[27] també inclou una versió simplificada, que afirma ser capaç de convertir el cant o la interpretació d'un instrument acústic en una partitura,[28] encara que molts usuaris s'han queixat que això no funciona.[29][30] Actualment, AudioScore té una valoració de dues estrelles a cnet.com.[31]
- Teclats QWERTY, com ara el teclat lògic.[32]
- Cobertes de teclat com ara Cobertes KB.[33]
- Controladors VNC de dispositius mòbils com iPad Sibelius Wizard[34][35] i Sibelius Control per a iPad,[36] permetent a l'usuari controlar Sibelius sense fils mitjançant dreceres configurades a les Preferències.

### Publicació al núvol
Els usuaris de Sibelius poden publicar les seves puntuacions directament des del programari a través d'Internet mitjançant ordinadors de sobretaula, portàtils o iPads. Qualsevol altre usuari que faci servir un programari anomenat Sibelius Scorch (gratuït per a navegadors web, amb càrrec als iPads) pot visualitzar aquestes partitures, reproduir-les, transposar-les, canviar d'instruments o imprimir-les des de la versió del navegador web. ScoreExchange.com és un lloc web on qualsevol usuari de Sibelius pot penjar partitures que hagi compost, organitzat o transcrit amb Sibelius, de manera que tothom pugui accedir a la música. El lloc va començar el 2001 amb el nom de SibeliusMusic.com i al juny del 2011 havia acumulat prop de 100.000 puntuacions. La versió per a iPad de Scorch també inclou una botiga que conté més de 250.000 partitures dels editors Music Sales, Hal Leonard i Sibelius Scorch s’utilitza als llocs web de diversos editors de música i músics individuals. Els editors poden llicenciar Sibelius Internet Edition per a publicacions comercials en línia.
A partir d'octubre de 2017, Scorch ha estat substituït per Sibelius Cloud Publishing, que proporciona als editors una API per automatitzar la publicació i venda de partitures digitals. Utilitza la mateixa tecnologia que Scorch per permetre als usuaris de Sibelius compartir música en línia directament des del programa i aborda problemes de compatibilitat.

### Educació
Hi ha diverses funcions específiques destinadas a l'educació per al gran mercat que representen escoles i universitats. La suite educativa Sibelius inclou un ampli material didàctic de música integrat i la possibilitat d'executar i gestionar diverses còpies del programari en una xarxa a preus educatius reduïts.
El 2012, Sibelius Student va ser substituït per una nova versió de Sibelius First.
La notació simplificada basada en Sibelius s’inclou al programari d'edició d'àudio Pro Tools d'Avid.

### Xarxa
Hi ha disponible una llicència de xarxa per a escoles, universitats, universitats i altres situacions amb diversos clients.

## Premis
Nombrosos premis al programari inclouen:
- Premis Queen's 2005 a la innovació empresarial (Sibelius Software Ltd); Parents 'Choice Award : guanyador del premi de plata (estudiant Sibelius); Parents 'Choice Award per (Sibelius 3)
- Premis de la indústria musical 2006 - Millor programari musical (Sibelius 4)[42]